# Отдел „Външна политика и международни връзки“ при ЦК на БКП
Отделът „Външна политика и международни връзки“ при ЦК на БКП е помощен орган на ЦК на БКП в периода 1948 – 1989.
С решение на Политбюро от 16 ноември 1946 г. се създава сектор „Външна политика и международна нформация“ при Секретариата на ЦК на БКП. С решение от 23 септември 1948 г. секторът се превръща в отдел „Международни връзки“, който от 8 юни 1954 г. носи наименованието „Външна политика и международни връзки“.
Вътрешната структура на отдел многоратно е променяна – откривани, закривани, сливани, преименувани са сектор, направления, групи и т.н., но като част от общата структура на апарата на ЦК отделът е бил сравнително устойчив елемент, което се определя от характера и предмета на неговата дейност.

## Завеждащи отдела
- Екатерина Аврамова (1949 – 1952)
- Димо Дичев (1957 – 1967)
- Константин Теллалов (1967 – 1972)
- Раденко Григоров (1973 – 1976)
- Димитър Станишев (1976 – ?)